# Animación de personajes
Animación de personajes es una área especializada del proceso de animación, la cual implica dar vida a los personajes animados. El rol de un animador de personaje es análogo a una película o a un actor, y los animadores de personajes se dice son "actores con un lápiz" (o "mouse"). Los animadores de personajes infunden vida en sus personajes, creando la ilusión de pensamiento, emoción y personalidad. La animación de personajes es frecuentemente distinguida de la animación de criaturas, la cual involucra dar vida a animales y criaturas fotorealistas. 

## Orígenes
Gertie the Dinosaur (1914) de Winsor McCay , es a menudo considerado el primer ejemplo de verdadera animación de personajes. Después, Otto Messmer dotó a El gato Félix con una perceptible personalidad durante el año de 1920.
En el año de 1930, Walt Disney puso un particular enfoque en su estudio de animación a la animación de personajes, mejor visto en producciones como Los Tres Cerditos, Blancanieves y los siete enanos, Pinocho, y Dumbo. Blancanieves fue el "primer largometraje musical animado"  a color. Animadores de Disney como Bill Tytla, Ub Iwerks, Grim Natwick, Fred Moore, Ward Kimball, Les Clark, John Sibley, Marc Davis, Wolfgang Reitherman, Hal King, Hamilton Luske, Norm Ferguson, Eric Larson, John Lounsbery, Milt Kahl, Joe Ranft, Frank Thomas y Ollie Johnston se convirtieron en maestros de la técnica.[cita requerida]
Frank y Ollie, quienes fueron influenciados por sus mentores, pensaron que los pensamientos y las emociones detrás del personaje son primariamente la creación de cada escena. Fuera de Nine Old Men (Los Nueves Ancianos de Disney), Frank y Ollie fueron los más conocidos por su relación con sus mentores, y al compartir sus conocimiento acerca de la creación de personajes, más notablemente como fue transcrito a través del libro Disney Animation: The Illusion of Life. Este libro transmite los 12 principios básicos de la animación,  y es considerado de forma informal como "la biblia de la animación" para cualquier estudiante de animación. [cita requerida]
Otras notables figuras en la animación de personajes incluyen los Schlesinger/Warner Bros., los directores (Tex Avery, Chuck Jones, Bob Clampett, Bill Melendez, Frank Tashlin, Robert McKimson, y Friz Freleng), los animadores de dibujos Max Fleischer y Walter Lantz, animadores pioneros Hanna-Barbera, el animador formado en Disney Don Bluth, los animadores independientes Richard Williams, John Lasseter en Pixar, y tardíamente los animadores de Disney Andreas Deja y Glen Keane. La animación de personajes no está limitada a los estudios Hollywood, sin embargo algunos de los más sofisticados ejemplos de animación de personajes pueden ser encontrados en el trabajo de Nick Park de Aardman Animations y el animador ruso independiente Yuri Norstein. [cita requerida]

## Videojuegos
Típicos ejemplos de animación de personajes son encontrados en películas animadas, el rol de la animación de personajes dentro de la industria de los videojuegos está en crecimiento rápidamente. Desarrolladores de videojuegos están usando personajes más complicados que permiten al jugador estar conectado a la experiencia de juego. Prince of Persia, God of War, Team Fortress II o Resident Evil contienen ejemplos de animación de personajes en videojuegos.[cita requerida]

## Efectos visuales y animación de criaturas
La animación de personajes es frecuentemente comparada con la animación de criaturas, en la cual animadores especializados traen a la vida animales y criaturas realistas, como dinosaurios y criaturas de fantasía. Los animadores de efectos visuales especializados en animación de vehículos, máquinas, y fenómenos naturales como la lluvia, nieve, luz y agua, así como los efectos "no naturales" comúnmente vistos en películas de ciencia ficción. Hay una gran coexistencia entre esas áreas. Algunas veces animadores de efectos visuales usan los principios de la animación de personajes; un temprano ejemplo es el pseudópodo en The Abyss.
Las ciencias de la computación buscan en la animación de personajes mantener la generación de niveles multi capas de detalle en tiempo real que permita tener renders en aplicaciones al mismo tiempo.